# Jack Smith
Pour les articles homonymes, voir Jack Smith.
Jack Smith est un cinéaste et acteur américain de l'underground né le 14 novembre 1932 à Columbus, dans l'État de l'Ohio, et mort du sida le 25 septembre 1989 à Manhattan.
Durant sa carrière, il collabore notamment avec le cinéaste Richard Foreman et les artistes La Monte Young, Marian Zazeela et Andy Warhol. Son œuvre influença ce dernier, ainsi que les cinéastes d'avant-garde qui suivirent.
Il est surtout connu pour son film Flaming Creatures (1963), au contenu homo-érotique et sexuel explicite. Interdit dans 24 États américains et quatre pays, à l'époque le film suscite un nombre d'arrestations et donne lieu à une affaire concernant la liberté d'expression devant la Cour suprême des États-Unis.
En 1987, il reçoit un diplôme honorifique en lettres humaines du Whittier College.
Le film documentaire Jack Smith and the Destruction of Atlantis (en) (2006) lui est dédié.

## Filmographie

### Comme réalisateur
- Buzzards Over Bagdad (1951)
- The Yellow Sequence (1963)
- Scotch Tape (1963)
- Normal Love (en) (1963)
- Flaming Creatures (1963)
- No President (1967)

### Comme acteur
- Little Stabs at Happiness, de Ken Jacobs (1960)
- Blonde Cobra, de Ken Jacobs (1963)
- Queen of Sheba Meets the Atom Man, de Ron Rice (1963)
- Chumlum, de Ron Rice (1964)
- Camp, d'Andy Warhol (1965)
- Hedy, d'Andy Warhol (1966)
- Up Your Legs Forever, de John Lennon et Yoko Ono (1971)
- Silent Night, Bloody Night, de Ted Gershunny (1974)
- (Frankenhooker)'s Shadows in the City, d'Ari Roussimoff (1989)

## Publications
- (en) Jack Smith, Wait for Me at the Bottom of the Pool : The Writings of Jack Smith, Serpent's Tail, 1er juin 1997, 192 p. (ISBN 9781852424282)

## Expositions
- 1997 : Flaming Creature, MoMA PS1[5]
- 2011 : MoMA (rétrospective)[6]